# Myrcia subsericea
Myrcia subsericea är en myrtenväxtart som beskrevs av Asa Gray. Myrcia subsericea ingår i släktet Myrcia och familjen myrtenväxter. Inga underarter finns listade i Catalogue of Life.